# Berbourg
Berbourg är en ort i Luxemburg.   Den ligger i kantonen Canton de Grevenmacher och distriktet Grevenmacher, i den centrala delen av landet, 23 kilometer nordost om huvudstaden Luxemburg. Berbourg ligger 297 meter över havet och antalet invånare är 664.
Terrängen runt Berbourg är platt västerut, men österut är den kuperad.  Närmaste större samhälle är Grevenmacher, 6,8 kilometer sydost om Berbourg. 
Omgivningarna runt Berbourg är en mosaik av jordbruksmark och naturlig växtlighet. Runt Berbourg är det ganska tätbefolkat, med 129 invånare per kvadratkilometer.